# John Heritage Bryan
John Heritage Bryan (* 4. November 1798 in New Bern, North Carolina; † 19. Mai 1870 in Raleigh, North Carolina) war ein US-amerikanischer Politiker. Zwischen 1825 und 1829 vertrat er den Bundesstaat North Carolina im US-Repräsentantenhaus.

## Werdegang
John Bryan genoss zunächst eine private Schulausbildung und besuchte danach die New Bern Academy. Anschließend studierte er bis 1815 an der University of North Carolina in Chapel Hill. Nach einem anschließenden Jurastudium und seiner 1819 erfolgten Zulassung als Rechtsanwalt begann er in New Bern in diesem Beruf zu arbeiten. Gleichzeitig schlug er eine politische Laufbahn ein. In den Jahren 1823 und 1824 saß Bryan im Senat von North Carolina. Von 1823 bis 1868 war er Kurator der University of North Carolina.
In den 1820er Jahren war Bryan zunächst ein Anhänger des späteren US-Präsidenten Andrew Jackson. Während seiner ersten Zeit als Kongressabgeordneter wandte er sich von diesem ab und wurde Anhänger des damals amtierenden Präsidenten John Quincy Adams. Bei den Kongresswahlen des Jahres 1824 wurde er im vierten Wahlbezirk von North Carolina in das US-Repräsentantenhaus in Washington, D.C. gewählt, wo er am 4. März 1825 die Nachfolge von Richard Spaight antrat. Nach einer Wiederwahl konnte er bis zum 3. März 1829 zwei Legislaturperioden im Kongress absolvieren. Diese waren von den Diskussionen zwischen Anhängern und Gegnern von Andrew Jackson bestimmt.
Im Jahr 1828 verzichtete Bryan auf eine erneute Kandidatur. Nach seinem Ausscheiden aus dem US-Repräsentantenhaus praktizierte er wieder als Anwalt in New Bern. 1839 verlegte er seinen Wohnsitz und seine Kanzlei nach Raleigh. Dort ist er am 19. Mai 1870 auch verstorben. John Bryan war mit Mary Williams Sheperd (1801–1881) verheiratet, mit der er sieben Kinder hatte.